# (5) Astrea
(5) Astrea és un gran asteroide del cinturó d'asteroides. La seva superfície és altament reflectora (brillant) i la seva composició és probablement una barreja de níquel-ferro amb silicats de magnesi i ferro. Rep el seu nom d'Astrea, deessa grega de la justícia juntament amb Temis, la seva mare.
Va ser el cinquè asteroide descobert, el 8 de desembre de 1845 per Karl Ludwig Hencke des de Driesen (Alemanya). Va ser el primer dels dos asteroides que descobrí (el segon va ser (6) Hebe).
(5) Astrea és notable principalment perquè durant 38 anys (des del descobriment de (4) Vesta en el 1807) s'havia cregut que només existien quatre asteroides.
Des del descobriment d'Astrea, s'han trobat milers d'asteroides més.